# Ержебет Берчек
Ержебет Берчек (9. новембар 1904 ‒ 9. мај 1971) романсијер и новелиста. Ауторка је првог југословенског романа објављеног на мађарском језику Бескрајни зид 1933. године.

## Живот и рад
Завршила је католичку гимназију у Темишвару, где су девојке могле само да полажу испите, али не и да похађају наставу, 1923. године и Вишу педагошку школу у Новом Саду, 1957. године.
Тридесетих година 20. века Ержебет Берчек је била једна од најзначајнијих књижевница присталица, окупљених око Корнела Сентелекија. То доказују њени књижевни радови попут новеле Путник на Нишави из 1931. године, истоимене збирке новела из 1936. године, роман Бескрајни зид из 1933. године, први део аутобиографског романа Естер из 1939. године, затим чланци, и есеји објављени у свим значајнијим листовима на мађарском језику.
После удаје Ержебет Берчек се преселила у Вршац, где је провела већи део живота. Ту је радила као наставница немачког и мађарског језика. То је био период када је
престала да пише. Њени први књижевни радови после вишегодишње паузе су драме за децу и одрасле од којих је неке сама режирала и постављала за изведбу. Другу збирку новела Људи са Караша објавила је 1963. године и други део романа Естер 1968. године објавила је после
скоро тридесет година књижевног ћутања. Последњи роман, Шари објављен је после смрти књижевнице 1971 године. Од 1964. године Ержебет Берчек је живела у Новом Саду, код кћерке, књижевнице Роже Јодал. 

## Заоставштина
У знак сећања на дело Ержебет Берчек у Панчеву је у периоду од 14. јануара 1998 до 16. априла 2011. године радио Војвођански центар за методологију „Ержебет Берчек”. У Панчеву је 16. априла 2011. године основан Јужно-банатски књижевни круг „Ержебет Берчек”у оквиру КУД „Петефи Шандор”.